# Shaka Ponk
Shaka Ponk parfois typographié SHK PNK, est un groupe de rock électronique français, formé en 2002 et dissous en 2024. Il utilise des éléments de différents courants musicaux tels que le rock alternatif, le grunge, le heavy metal, l'électro, le hard rock, le punk rock, le hip-hop et le funk. Le groupe chante généralement en anglais, en français et occasionnellement en espagnol.
Le groupe est composé de sept membres : Goz, un singe en images de synthèse, Frah (François Charon) et Sam (Sofia Samaha Achoun) au chant, Mandris (Mandris Da Cruz) à la basse, CC (Cyril Roger) à la guitare, Ion (Yohann Meunier) à la batterie, Steve (Steve Desgarceaux) aux claviers et aux samples. Bien que le groupe ait signé son premier contrat à Berlin (Allemagne), c'est à son retour en France que sa notoriété se développe. Le groupe tire sa révérence en novembre 2024 après une ultime tournée, pour des raisons écologiques et rester en accord avec ses convictions environnementales.

## Histoire du groupe

### Débuts
Le groupe Shaka Ponk est à l'origine un collectif d’amis qui organise des soirées où chacun doit apporter un petit projet vidéo ou musical. Après la rencontre d’un hacker qui donne à Frah, alors webdesigner, et CC, guitariste, une mascotte, le singe virtuel Goz, le groupe se forme officiellement en août 2002. Thias (Matthias Pothier), bassiste, Bobee O.D. (Jean Philippe Dumont), batteur, Mesn-X (Gael Mesny), guitariste, et Steve (Steve Desgarceaux), claviériste et sampleur[réf. nécessaire], les rejoignent ensuite. Sam n'entre dans le groupe officiellement qu'à partir de 2010.
Lors de la création du groupe à Paris, l'idée est de former un groupe zen, bouddhiste, avec un esprit punk et de ne pas se cantonner à un style de musique précis. Cet aspect ressort dans le nom du groupe, Shaka » (Shākyamuni) étant le nom du premier bouddha, choisi en référence au terme anglais shaker pour signifier le mélange entre styles, et Ponk, le nom d'une tribu amérindienne[réf. nécessaire], faisant référence au côté punk du groupe.
Durant leur premier concert, un de leurs ordinateurs tombe en panne, obligeant Frah à remplacer Goz au chant. Frah prend alors définitivement la place de chanteur. C'est à ce moment que le groupe commence à enregistrer des démos.[réf. nécessaire]
Dès 2004, le groupe commence à produire leur 1re démo intitulée Laga,.
À leurs débuts, leur son était considéré comme de la fusion mélangeant alors funk metal, hip-hop, rap, électro et rock alternatif.

### Berlin

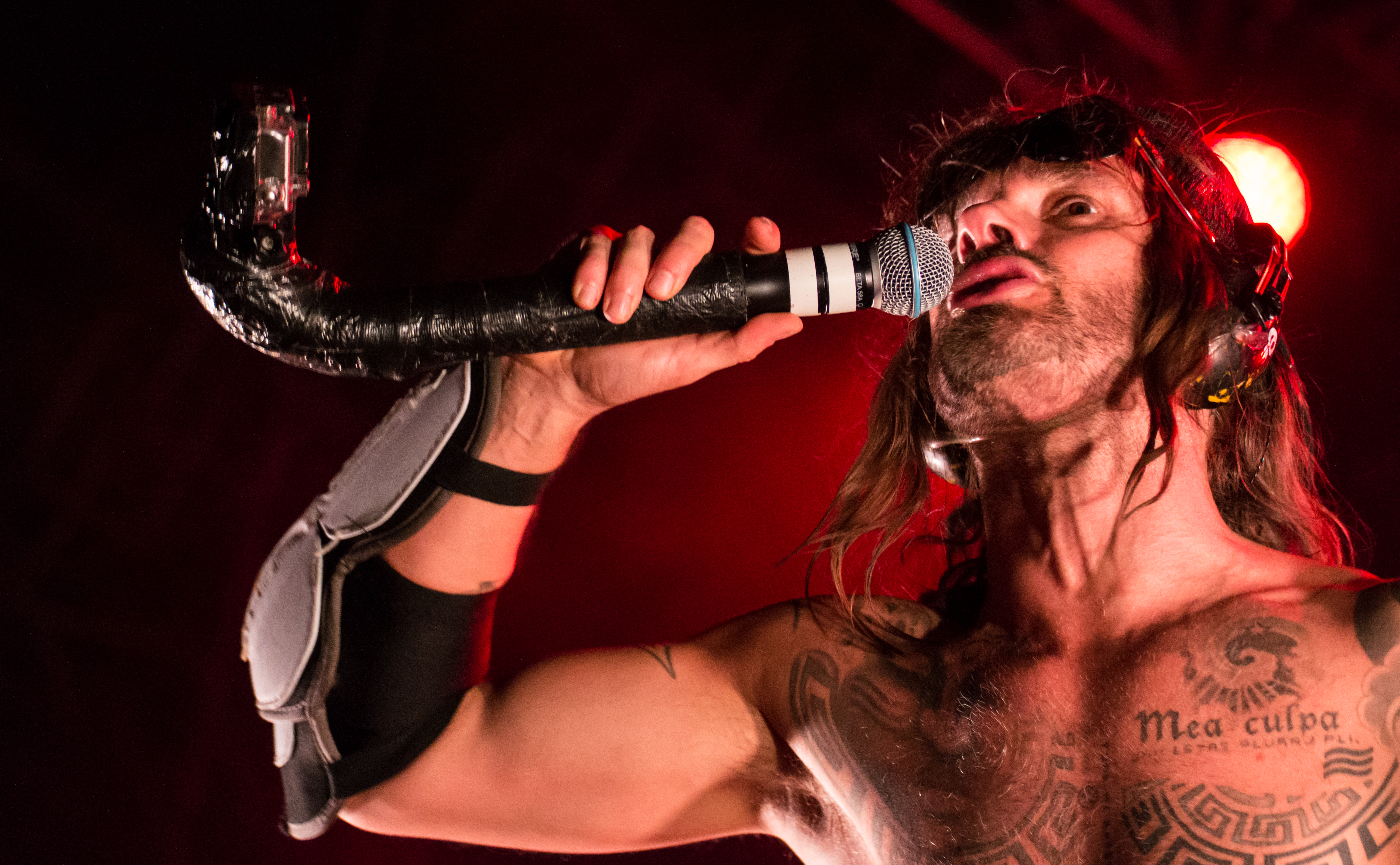
Frah au festival Pause Guitare (2015).

En septembre 2004, Frah, CC, Bobee O.D. et Thias déménagent à Berlin où ils assurent les premières parties de KoЯn, Mudvayne, Exilia, Skin et BossHoss. Mesn-X quitte le groupe à peu près à ce moment. Au bout de quelques mois, un manager les remarque et leur propose des dates de concerts, ainsi qu'un bunker pour répéter[réf. nécessaire]. Ils se produisent à Berlin et en Allemagne de septembre 2004 à mai 2006. En juillet 2005 le groupe signe avec le label allemand Edel Music et sort l'EP EP-Hyppie-Monkey le 2 décembre 2005, contenant cinq pistes dont les quatre premières figurent dans l'album Loco Con Da Frenchy Talkin.

### Loco Con DaFrenchy Talkin'(2006-2007)
Le 15 mai 2006 sort le premier album, Loco Con Da Frenchy Talkin', qui se fait connaître du public français via, notamment, Radio Neo ou la webradio la Grosse Radio. La nouvelle édition de l'album Loco Con Da Frenchy Talkin' – Recycled 2009 contient quatorze titres (et non plus seize) qui ne sont plus dans le même ordre ; leurs durées sont parfois différentes, et ce sont pour certains de nouvelles versions.

### Bad Porn Movie Traxet début du succès (2008-2010)
En juin 2006 le groupe retourne en France. Fin 2006, alors en pleine tournée, le groupe commence à travailler sur leur deuxième album. En 2007, Thias et Bobee O.D. décident de quitter le groupe, et respectivement Mandris et Ion les remplacent (Mandris étant le frère de Steve qui, au même moment, rejoint officiellement le groupe).
Fin 2007, l'album enregistré entre Berlin et Paris est quasiment fini, il est finalisé au début de 2008. Le groupe commence à se produire sur scène pour le présenter. Il n'est cependant pas publié car leur label Edel Music les en empêche. Le groupe rompt son contrat et devient indépendant.
Début 2009, Shaka Ponk participe à l'émission Ouï Love Myspace sur la radio Ouï FM avec la chanson How We Kill Stars. Bien qu'il n'atteigne pas la finale de ce casting radiophonique, son passage est remarqué et lui permet de faire partie des coups de cœur de l'émission. C'est à peu près au même moment que le groupe est repéré par le label Tôt ou tard, qui les signe.
Le deuxième album, Bad Porn Movie Trax, sort le 25 mai 2009. Il est suivi d'une réédition le 1er mars 2010, qui comporte deux morceaux inédits, Stop The 'Bot et French Touch Puta Madre en live.
Ils passent à Taratata en 2009 et en 2010 avec Pamela Hute. Aux Victoires de la musique 2010, Shaka Ponk est nommé dans la catégorie révélation scène de l'année, en compagnie d'Ariane Moffatt, de Revolver, mais c'est Izia qui remporte la récompense.

### The Geeks and the Jerkin' Sockset succès devant le grand public (2011-2013)

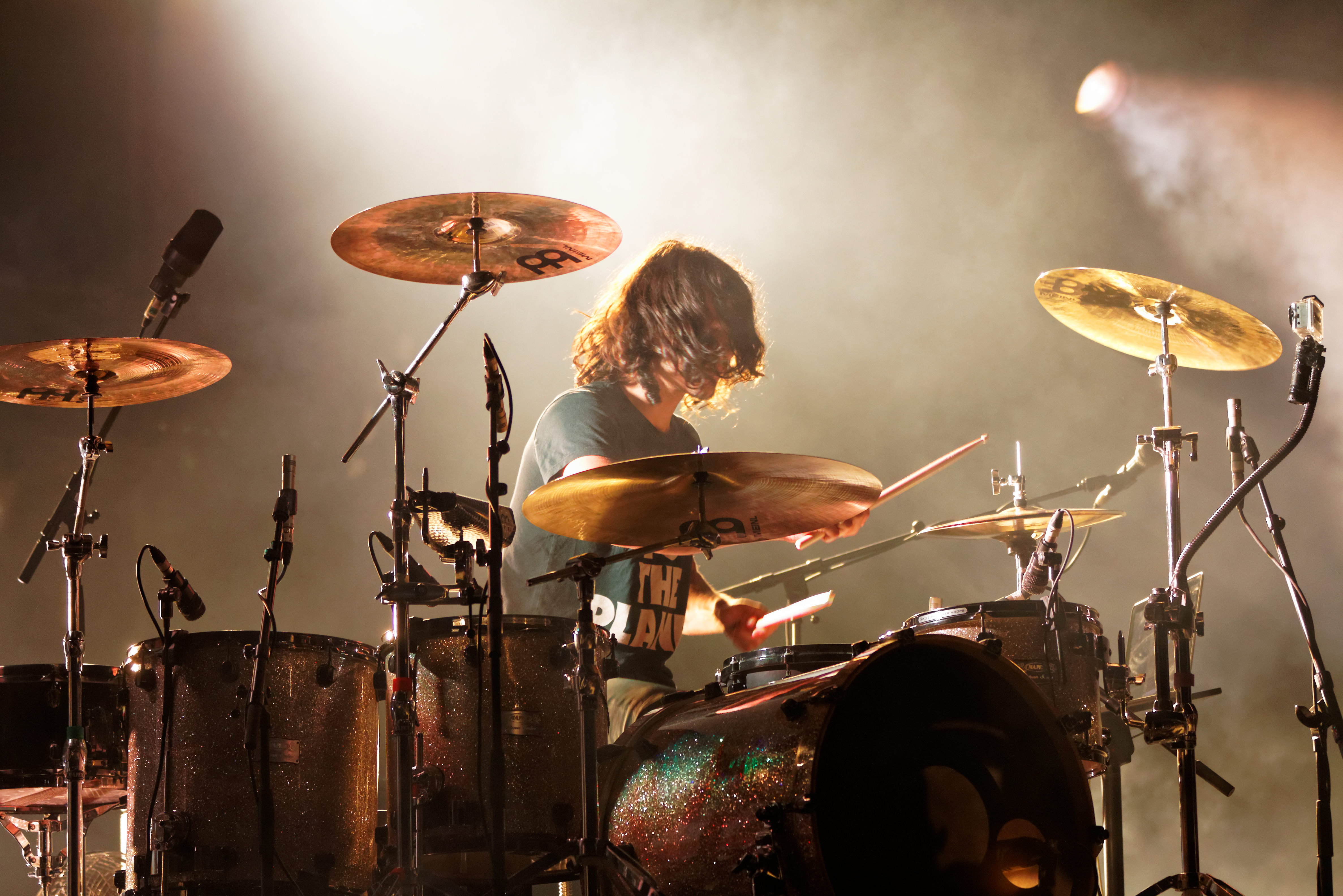
Ion, le batteur du groupe.

L'enregistrement du troisième album est prévu en Espagne, à Barcelone, mais commence finalement en France[réf. nécessaire] et est achevé lors de la tournée de Bad Porn Movie Trax . Le titre original de l'album devait être The Galactiks and the Surfing Jocks, mais est devenu The Geeks and the Jerkin' Socks à la suite d'un malentendu.
The Geeks and the Jerkin' Socks paraît le 6 juin 2011. Il s'agit du premier album du groupe sur lequel est créditée la chanteuse Samaha Achoun (dite Samaha Sam), chanteuse française d'origine anglo-égyptienne ayant rejoint le groupe lors de la tournée précédente en 2010. Bertrand Cantat participe au titre Palabra Mi Amor et Beat Assailant au morceau Old School Rocka.
Le 5 juin 2012, le groupe assure la première partie de Guns N' Roses au Palais omnisports de Paris-Bercy. Le 14 novembre 2012, lors du concert à Orléans, Frah se blesse à la jambe et ne peut assurer la suite de la tournée. Le 5 janvier 2013, le groupe se produit à Bercy pour un concert de plus de deux heures et demie. Des invités proches du groupe se succèdent sur scène : Mat Bastard, Fishbone, Beat Assailant, Skunk Anansie et Bertrand Cantat. Sa blessure ne résiste pas au concert, Frah est opéré en urgence ; il est obligé de rester immobile pendant une longue période. Le 8 février 2013, Shaka Ponk remporte le prix du Spectacle musical/tournée/concert de l'année, pour The Geeks Tour, aux Victoires de la musique. Entre 2011 et 2013, le groupe joue, sur cette tournée, devant un million de spectateurs sur cent trente dates.

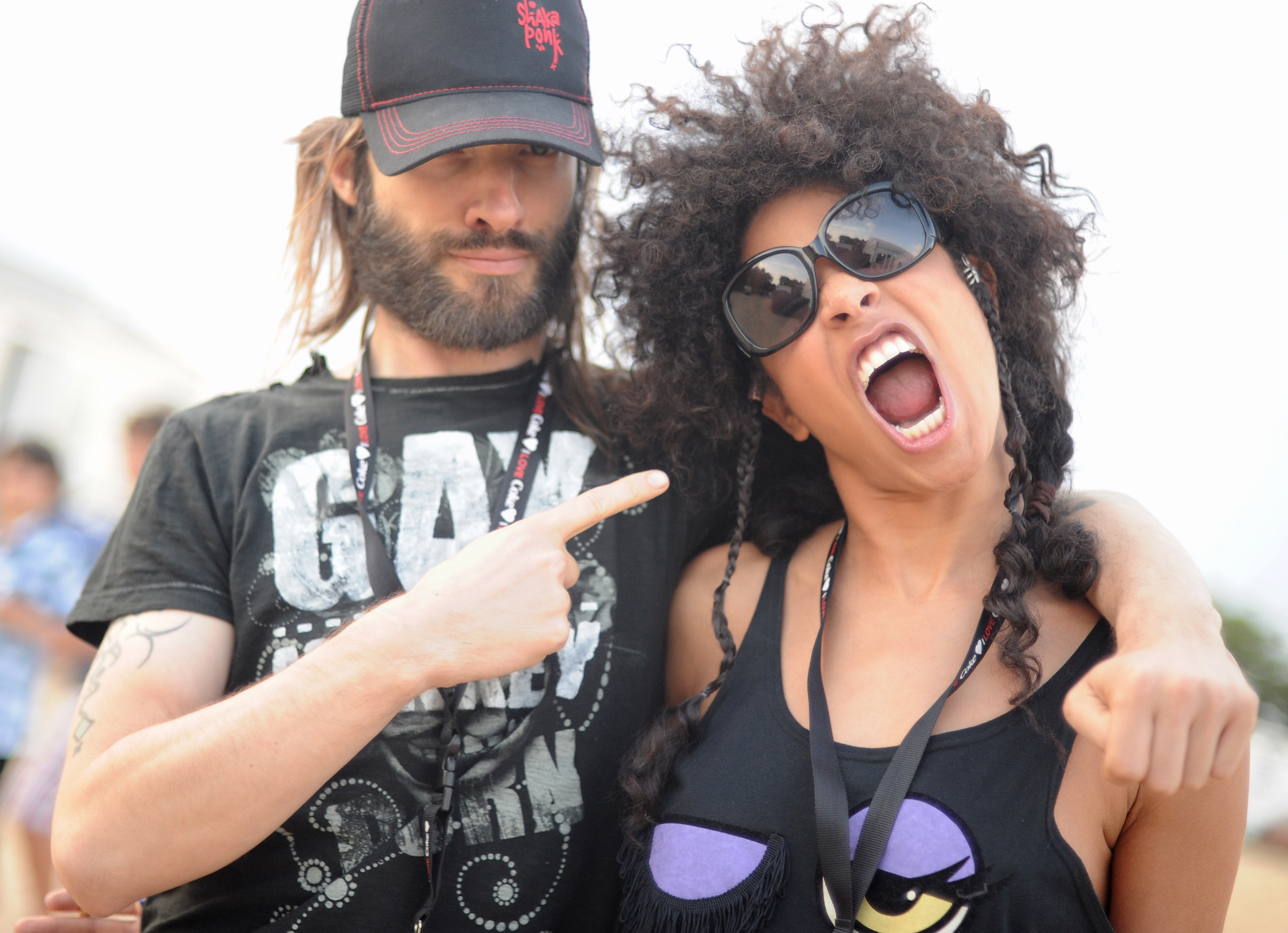
Frah et Sofia Samaha au Festival 7^{e} Vague de 2011.

Le 21 février 2013, sort le clip Spit You Out, en featuring de Skunk Anansie. Le CD-DVD Geeks on Stage, enregistré lors du concert Monkeys in Bercy sort le 18 novembre 2013, il comprend également un documentaire sur la tournée.

### The White Pixel Ape/The Black Pixel Ape(2014-2015)
L'EP Altered Native Soul sort sur la plate-forme de téléchargement iTunes, le 18 décembre 2013. Il contient une chanson constituant le premier extrait de l'album suivant, The White Pixel Ape, et trois titres live, How We Kill Stars, Te Gusta Me et Palabra Mi Amor, enregistrés au Zénith de Paris le 10 novembre 2012. Après une pause de plus d'un an sans concerts, une tournée de petites salles démarre le 28 février 2014 ; elle se prolonge par des salles plus grandes type Zénith dont, notamment trois soirs consécutifs à celui de Paris, en juin 2014. Le 17 mars 2014, le groupe sort le quatrième album, The White Pixel Ape, composé pendant la convalescence de Frah.
Le 18 mars 2014, le groupe est décoré chevalier de l'Ordre des Arts et des Lettres,. Le 29 octobre 2014, paraît la bande dessinée, Shaka Ponk, réalisée par Mile et Sébastien Salingue.

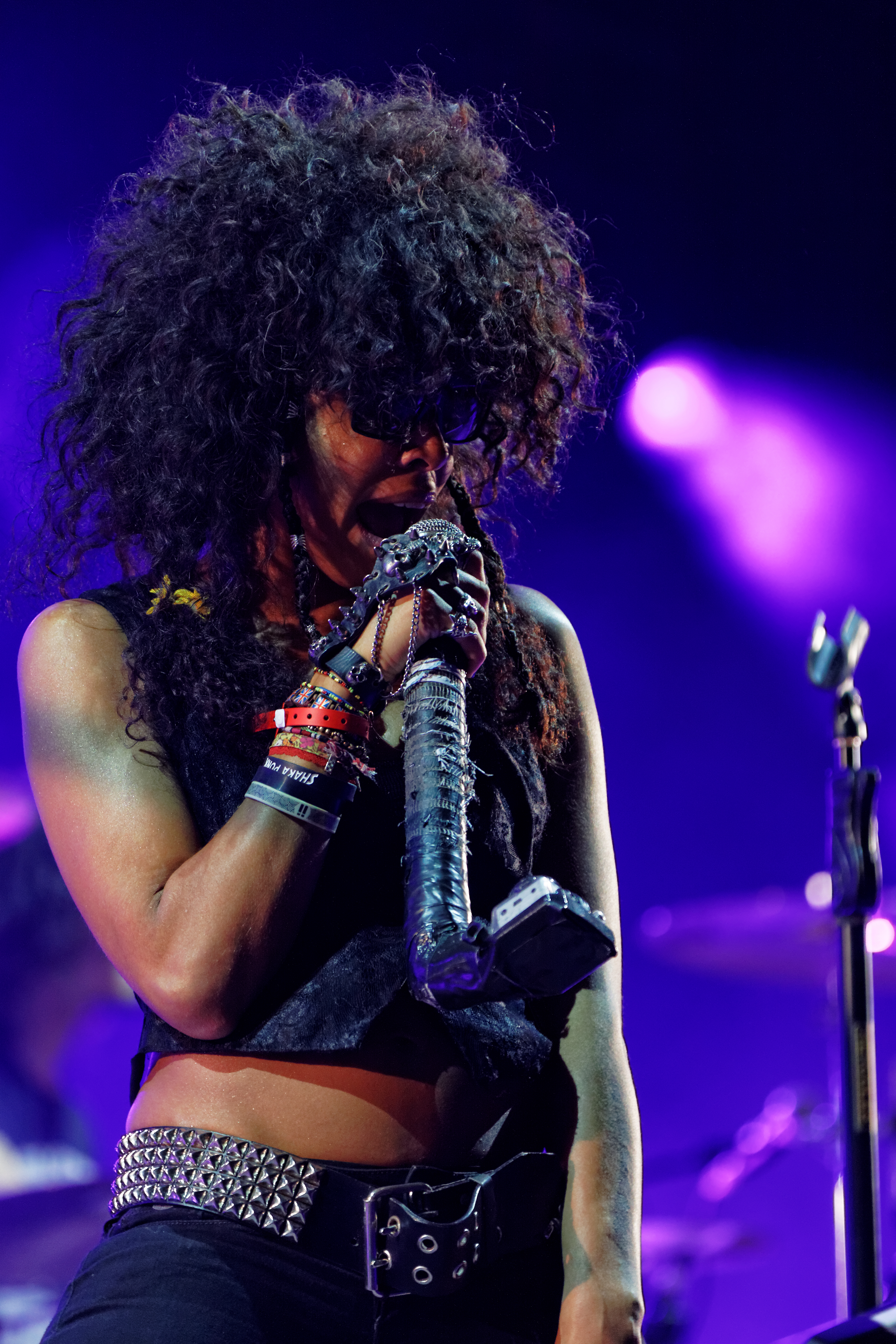
Sam en concert sur la grande scène lors de la fête de l'Humanité 2012.

Le 3 novembre 2014, sort le cinquième album du groupe, The Black Pixel Ape ; il contient des titres composés en même temps que ceux de l'album précédent. Après les morceaux optimistes de The White Pixel Ape, cet album correspond plutôt à une énergie négative consécutive à la période de spleen du groupe à la suite de l'arrêt brutal de la tournée précédente. Les morceaux sont décrits par le groupe comme étant plus sombres,. Le 20 novembre 2014, le groupe se produit pour la deuxième fois à Bercy.
Le groupe s'installe dans la Shaka Factory, un grand studio situé dans le XIe arrondissement de Paris. Le 11 décembre 2015, le groupe sort le Pixelive, un DVD composé de vidéos provenant de leur tournée, principalement du concert de Bercy. Il contient toutes les chansons jouées pendant le Pixel Tour (deux années de tournée) et un backstage de trente minutes. Le DVD est une exclusivité Fnac. Il est fait en matière recyclée et tous les bénéfices sont reversés à la Fondation Nicolas-Hulot pour la nature et l'homme, qui lutte contre le réchauffement climatique.

### ApeTizer(juin 2017) etThe Evol'(2017-2020)
Le 25 juin 2017, le groupe sort un clip vidéo du titre Gung Ho sur leur chaîne YouTube ShakaPonkVEVO, le partage sur Facebook, et annonce quatre autres titres pour le lendemain. Le 26 juin, les quatre nouveaux titres sont disponibles à la vente. Ces cinq titres sont regroupés dans l'EP ApeTizer, publié sur le label Tôt ou Tard. Deux chansons de ApeTizer, Gung Ho et Mysterious Way, seront sur l'album à venir qui doit sortir le 17 novembre
En octobre 2017, Shaka Ponk participe à l'émission 25 ans de Taratata avec une reprise de Nirvana, en collaboration avec les sœurs violonistes Berthollet, un ensemble de cordes, et un chœur gospel. Cette reprise de Smells Like Teen Spirit émeut Guy Carlier, qui en fait alors le sujet de sa chronique deux jours après sur Europe 1, estimant que la voix de la chanteuse véhicule une « alchimie de la désespérance » faisant « monter les larmes aux yeux ».
Le 17 novembre 2017, sort le sixième album du groupe, The Evol', un album dans la même veine que les précédents. Edouard Baer fait du slam sur le morceau Slam Slam'Ed,,. L'image de la pochette de l'album, où une femme embrasse un singe, suscite une polémique, étant qualifiée de « raciste » et « zoophile ». Le groupe s'explique, indiquant que le singe est Goz, mascotte du groupe, et que le baiser entre la femme symbolisant la Femme universelle et Goz représente la réconciliation entre l'espèce humaine et la nature,.
Shaka Ponk annonce une tournée de vingt-trois dates, The Monkadelic Tour, qui commence en janvier 2018. Shaka Ponk remporte le prix dans la catégorie « meilleur album de rock français de l'année » aux Victoires de la musique 2018.
Aux Victoires de la musique 2019, ils profitent du direct pour prendre position sur le changement climatique alors que ce n'était pas prévu. Le chanteur Frah rappelle notamment que « c'est un fait établi : si nous continuons tous à faire comme tout le monde sur cette planète, il n'y aura bientôt plus personne pour faire quoi que ce soit ». Une partie du discours de Greta Thunberg est insérée dans la chanson qu'ils interprètent.
En 2020, sort Apelogies, un album rétrospectif en 3 disques : Eins, une compilation de leur meilleurs titres réenregistrés pour l'occasion entre 2018 et 2020 à La Factory ; Zwei, des titres inédits et des raretés ; Drei, un concert enregistré pour l'émission Alcaline en 2018 (accompagné de la chorale Sankofa Unit).
Après la sortie de leur triple album compilation Apelogies, la crise sanitaire du Covid-19 force le groupe, comme tous les autres, à arrêter de tourner. Des dates sont réservées pour 2020, mais elles sont toutes annulées.

### Le dernier album etThe Final Fucked Up Tour(2022-2024)
Au début de 2022, le groupe commence à enregistrer en studio un nouveau disque. Il annonce néanmoins quelques jours plus tard que ce sera leur ultime album et qu'ils le défendront au cours d'une tournée d'adieu : The Final F#*cked Up Tour. Frah et Sam expliquent vouloir s'investir davantage dans d'autres projets, notamment celui de « The Freaks », un collectif d'artistes engagés pour la protection de la planète, qu'ils ont eux-mêmes créé en 2018.
Le 26 avril 2023, Shaka Ponk dévoile le premier titre de l'album. Intitulé Tout le monde danse, il est chanté intégralement en français. C'est le titre « le plus politique de leur répertoire », dénonçant « la servitude volontaire qui repose entièrement sur un système qui nous mène droit à la catastrophe », explique le communiqué qui accompagne sa sortie. Frah précise que « c'est clairement le texte qui a écrit la musique ». En parallèle, l'album est annoncé pour le 16 juin, sobrement intitulé Shaka Ponk sur les plateformes d'écoute en streaming accompagné de la liste de 10 chansons, dont une grande partie est en français.
Le 26 mai 2023 sort Dad'Algorythm, titre chanté en anglais, dans lequel « il est question d'émancipation face aux algorithmes qui conditionnent nos vies ». L'émancipation sera, selon le communiqué, le thème central de ce dernier album, qui contiendra des morceaux décrits comme des « uppercuts qui se rebiffent, qui choisissent l'électrochoc à l'anesthésie, crient au scandale, hurlent à la vie, à la liberté et à l'espérance ».
Après plus d'un an de tournée, le groupe se sépare après son dernier concert à l'Accor Arena, le 30 novembre 2024.

## Formation

### Membres actuels
- Goz (Gustave Orlando Zimbana) [Singe virtuel] : batterie virtuelle, chant (depuis 2002)
- Frah (François Charon) : chant (depuis 2002)
- CC (prononcer sissi, Cyril Roger) : guitare (depuis 2002)
- Mandris (Mandris Da Cruz) : basse (depuis 2007)
- Ion (Yohan Meunier) : batterie (depuis 2007)
- Steve (Steve Desgarceaux) : clavier et samples (depuis 2007)
- Sam (Sofia Samaha Achoun) : chant (depuis 2010)

### Anciens membres
- Mesn-X (Gaël Mesny) : guitare (2002-2004)
- Bobee O.D. (Jean-Philippe Dumont) : batterie (2002-2007)
- Thias (Matthias Pothier) : basse (2002-2007)

## Biographie des membres du groupe
Le chanteur François Charon est né le 29 octobre 1971 à Blois (Loir-et-Cher) et a grandi à Cour-Cheverny ; ses parents ont divorcé tôt, et son père, Alain Charon, ami d’Alain Souchon, meurt très jeune ; il est le père d'une fille née en 2004 ; il est végétarien; il a commencé sa vie professionnelle comme graphiste. Il a fait quelques expériences comme acteur de complément (Hélène et les Garçons, 1992 ; Guépardes, 2018 ; The Freaks, 2019). En 2012, il se rompt les ligaments du genou en faisant du crowd surfing dans un concert à Orléans, ce qui explique le port permanent d'une genouillère.
La chanteuse Sofia Samaha Achoun a sorti un album solo en 2001 de 13 titres chez Delabel, intitulé Samaha, et a joué en première partie des concerts d'Eagle-Eye Cherry (2001) et de Julien Clerc (2008). Elle joue dans les clips qui sont tournés pour Qu'est-ce qui t'arrive encore (2001) et Bitch (2008). On l'a aussi vue dans quelques films (Guépardes, 2018 ; The Freaks, 2019). Elle est végane ; dans le clip Tout le monde danse sorti en 2023, elle est filmée enceinte. Elle a des origines anglo-égyptiennes.
Le batteur Yohan Meunier est originaire de Saint-Georges-de-Didonne.
Steve Desgarceaux et Mandris Da Cruz sont frères ; Mandris habite Gravigny. Depuis 2020, Steve, Mandris et Yohan jouent avec The Last Internationale.
Jean-Philippe Dumont (alias Bobee O.D.) a été le batteur du groupe de métal français Sortilège.

## Engagements
Le groupe exprime son soutien au Nouveau Front populaire, coalition des principaux partis de gauche français, dans le cadre des élections législatives de juin 2024. Samaha défend la cause animale et le groupe se considère comme étant gay-friendly. Ses membres sont aussi très impliqués pour l'écologie, ce qui va conduire à la dissolution du groupe fin 2024. En effet, ils estiment que les concerts ne sont absolument pas écologiques alors que le groupe a été créé pour le live.

## Discographie

### Albums studio
Réédition « recycled » (soit « revisité ») de leur premier album sorti en 2006.
La toute première version de Bad Porn Movie Trax, sortie en très peu d'exemplaires à l'époque où l'ancien label de Shaka Ponk, Edel Record, refuse de les laisser sortir un nouvel album.
Réédition de leur 2e album contenant un nouveau morceau en plus (Stop The 'Bot) et un live inédit du morceau French Touch Puta Madre.

### Singles
- 2009 : How We Kill Stars
- 2009 : Do
- 2011 : Let's Bang
- 2011 : My Name Is Stain
- 2012 : Palabra Mi Amor
- 2012 : I'm Picky
- 2014 : Altered Native Soul
- 2014 : Wanna Get Free
- 2014 : Lucky G1rl
- 2014 : Story O' my LF
- 2014 : Heal Me, Kill Me
- 2014 : An Eloquent
- 2014 : On the Ro'
- 2014 : Time Has Come
- 2017 : Gung Ho
- 2017 : Mysterious Ways
- 2017 : Faking Love
- 2017 : Wrong Side
- 2017 : Smells Like Teen Spirit
- 2020 : Funky Junky Monkey
- 2020 : Pure 90
- 2023 : Tout le monde danse
- 2023 : Dad'Algorythm
- 2024 : I'm Picky (Unplugged)

## Clips
- 2006 : Fonk Me
- 2006 : Body Cult
- 2006 : Hell'O
- 2006 : Sonic
- 2008 : Twisted Minda
- 2009 : How We Kill Stars (1e version)
- 2009 : How We Kill Stars (2e version)
- 2009 : Hombre Que Soy
- 2010 : Do
- 2011 : Let's Bang (1e version)
- 2011 : I’m a Lady
- 2011 : Sex Ball
- 2011 : My Name Is Stain
- 2011 : Run Run Run
- 2012 : Let's Bang (2e version)
- 2011 : I'm Picky
- 2014 : Wanna Get Free
- 2013 : Palabra mi amor (invité : Bertrand Cantat ; réalisation : Seb Cosmos)
- 2014 : Story O' My LF (invité : Beat Assailant ; réalisation : Francois-Xavier Pourre)
- 2013 : Morir cantando (invité : Beat Assailant)
- 2013 : Te gusta me
- 2014 : Lucky G1rl
- 2014 : Heal Me, Kill Me
- 2014 : An Eloquent
- 2015 : Time has Come
- 2015 : Last Alone
- 2017 : Gung Ho
- 2017 : Mysterious Ways
- 2017 : Wrong Side (réalisation : Frédéric de Pontcharra)
- 2018 : Smells Like Teen Spirit (cover Nirvana 1991)
- 2020 : Funky Junky Monkey (réalisation : Shaka Ponk et Fabrice Magne)
- 2020 : Ring Ring Ring
- 2020 : Killing Hallelujah
- 2020 : Shaka Ponk featuring Sen Dog from Cypress Hill : Pure 90 (Rapping Queen)
- 2023 : Tout le monde danse
- 2023 : Dad'Algorythm (réalisation : Guillaume Panariello ; danseuse : Sonia Bel Hadj Brahim)
- 2023 : Alegria (réalisation : Thierry Teston)
- 2023 : J'aime pas les gens

### Collaborations
- 2012 - Participation avec le groupe INXS pour un remix de Need You Tonight, disponible sur le best of du groupe, Very Best Of INXS.
- 2012 - Participation de Shaka Ponk sur Spit You Out, troisième titre de l'album Black Traffic de Skunk Anansie.
- 2013 - Collaboration avec la marque de sous-vêtement Undiz[réf. souhaitée] pour une collection capsule et un concert privé au Nuba[réf. souhaitée].

### Bandes originales
- 2003 - Spit apparait sur la bande originale du film Dédales de René Manzor.
- 2003 - La marque Fanta utilise leur single Hell'O pour une campagne de publicité.
- 2008 - Frah chante sur la musique du film de la campagne de l'équipe France Olympic.
- 2008 - Lust and Cuckoo (où Lust and Cucu) est utilisée pour une publicité de la marque Labeyrie.
- 2011 - Let's Bang est utilisé comme générique de l'émission La Semaine dans le rétro sur W9.
- 2012 - Dot. Coma est utilisé comme générique de fin de la saison 1 de la websérie Les Souverains ; plusieurs autres morceaux sont également utilisés par la suite comme musique de fond, comme I'm Picky ou Some Guide ; le groupe donne gracieusement son accord pour l'utilisation de ces titres[réf. nécessaire].
- 2012 - I'm Picky est utilisé comme générique de bande annonce de la série télévisée Antigone 34, sur France 2.
- 2012 - I'm a Lady est utilisé pour le spot de télévision de la série Cluedo, nouvelle génération.
- 2014 - Spit Low est utilisé pour une publicité de la banque LCL[51].
- Depuis 2017 - Run run run est utilisé comme générique de début et de fin des matchs de Coupe de France de football diffusés sur France 2.
- 2018 - L'introduction de Gung-Ho chantée par Sam est utilisée pour la publicité du site de streaming qobuz visible dans les cinémas Pathé Gaumont.

### Classements

#### Albums
| Année | Album                           | Meilleure position | Meilleure position | Meilleure position | Certification     |
| Année | Album                           | France             | Belgique (Wa)      | Suisse             | Certification     |
| ----- | ------------------------------- | ------------------ | ------------------ | ------------------ | ----------------- |
| 2006  | Loco Con Da Frenchy Talkin'     | 166                | —                  | —                  |                   |
| 2009  | Bad Porn Movie Trax             | 101                | 194                | —                  |                   |
| 2011  | The Geeks and the Jerkin' Socks | 14                 | 18                 | 69                 | Disque de platine |
| 2011  | Sex, Plugs and Vidiot'Ape       | 23                 | —                  | —                  |                   |
| 2013  | Geeks on Stage                  | 230                | 109                |                    |                   |
| 2014  | The White Pixel Ape             | 2                  | 10                 | 16                 | Disque de platine |
| 2014  | The Black Pixel Ape             | 4                  | 39                 | 59                 |                   |

#### Singles
| Année | Single                | Meilleure position | Meilleure position | Certification | Album                           |
| Année | Single                | France             | Belgique (Wa)      | Certification | Album                           |
| ----- | --------------------- | ------------------ | ------------------ | ------------- | ------------------------------- |
| 2011  | My Name Is Stain      | 7                  | 11                 |               | The Geeks and the Jerkin' Socks |
| 2011  | Let's Bang            | 55                 | 16                 |               | The Geeks and the Jerkin' Socks |
| 2011  | I'm Picky             | 28                 | 29                 |               | The Geeks and the Jerkin' Socks |
| 2014  | Wanna Get Free        | 45                 | 18                 |               | The White Pixel Ape             |
| 2014  | Story O' My LF        | 89                 | —                  |               |                                 |
| 2014  | Heal Me, Kill Me      |                    | 38                 |               |                                 |
| 2024  | I'm Picky (unplugged) |                    |                    |               |                                 |

## Distinctions
- Time Awards 2009 : « meilleur clip » pour How We Kill Stars[55]
- MTV Europe Music Awards 2012 (EMA) : « prix du meilleur artiste français »
- 2012 : « Disque de platine » pour l'album The Geeks and the Jerkin' Socks[56]
- Victoires de la musique 2013 : « spectacle musical / tournée / concert de l'année » pour The Geeks Tour à l'Olympia, au Zénith et au Bataclan
- MTV Europe Music Awards 2013 (EMA) : « prix du meilleur artiste français ».
- Victoires de la musique 2014 : « meilleur DVD musical de l'année » pour Geeks On Stage
- 2014 : Chevaliers dans l'ordre des Arts et des Lettres pour l'ensemble du groupe[57],[58].
- Victoires de la musique 2018 : « meilleur album rock de l'année » pour The Evol'
- Victoires de la musique 2019 : nommé en tant que « meilleur concert »